# Charford
Charford est un village du Worcestershire, en Angleterre. Il est situé au sud de la ville de Bromsgrove, dans le district du même nom. Au recensement de 2011, le district électoral de Charford comptait 6 545 habitants.